# Андерсон (Айова)
Андерсон (англ. Anderson) — переписна місцевість (CDP) в США, в окрузі Фремонт штату Айова. Населення — 37 осіб (2020).

## Географія
Андерсон розташований за координатами 40°47′54″ пн. ш. 95°36′31″ зх. д. / 40.79833° пн. ш. 95.60861° зх. д. (40.798309, -95.608490).  За даними Бюро перепису населення США в 2010 році переписна місцевість мала площу 0,85 км², уся площа — суходіл.

## Демографія
Згідно з переписом 2010 року, у переписній місцевості мешкало 65 осіб у 22 домогосподарствах у складі 18 родин. Густота населення становила 76 осіб/км².  Було 27 помешкань (32/км²).
Расовий склад населення:
| - 93,8 % — білих - 6,2 % — азіатів |

До двох чи більше рас належало 0,0 %. Частка іспаномовних становила 0,0 % від усіх жителів.
За віковим діапазоном населення розподілялося таким чином: 30,8 % — особи молодші 18 років, 56,9 % — особи у віці 18—64 років, 12,3 % — особи у віці 65 років та старші. Медіана віку мешканця становила 39,9 року. На 100 осіб жіночої статі у переписній місцевості припадало 103,1 чоловіків;  на 100 жінок у віці від 18 років та старших — 114,3 чоловіків також старших 18 років.
Цивільне працевлаштоване населення становило 0 осіб. 